# Spilosoma sinica
Spilosoma sinica är en fjärilsart som beskrevs av Daniel 1943. Spilosoma sinica ingår i släktet Spilosoma och familjen björnspinnare. Inga underarter finns listade i Catalogue of Life.